# پانزده‌ضلعی
| پانزده‌ضلعی منتظم                     | پانزده‌ضلعی منتظم |
| ------------------------------------ | --- |
| یک پانزده‌ضلعی منتظم                  | |
| اضلاع و رأس‌ها                        | ۱۵ |
| نماد اشلفلی                          | {۱۵} |
| مساحت (با طول ضلع {\displaystyle a}) | {\displaystyle {\begin{aligned}{\frac {15}{4}}a^{2}\cot {\frac {\pi }{15}}\\\ &\simeq 17.6424\,a^{2}.\end{aligned}}} |
| زاویهٔ داخلی (درجه)                   | ۱۵۶ |

در هندسه، پانزده‌ضلعی (به انگلیسی: Pentadecagon)، یک چندضلعی با پانزده ضلع است.

## پانزده‌ضلعی منتظم
یک پانزده‌ضلعی منتظم دارای ضلع‌ها و زاویه‌های داخلی برابر است. اندازهٔ زاویه‌های داخلی هر رأس آن، ۱۵۶ درجه بوده و مساحت آن با استفاده از رابطهٔ زیر محاسبه می‌شود:
{\displaystyle {\begin{aligned}A&={\frac {15}{4}}a^{2}\cot {\frac {\pi }{15}}\ &={\frac {15a^{2}}{8}}\left({\sqrt {3}}+{\sqrt {15}}+{\sqrt {2}}{\sqrt {5+{\sqrt {5}}}}\right)\\&\simeq 17.6424\,a^{2}.\end{aligned}}}

## کاربرد
یک پانزده ضلعی منتظم می‌تواند گوشهٔ ایجادشده توسط برخی چندضلعی‌های منتظم دیگر را پر کند:

## ترسیم پانزده‌ضلعی منتظم
یک پانزده‌ضلعی منتظم با استفاده از خط‌کش و پرگار قابل ترسیم است:
روش ترسیم پانزده‌ضلعی منتظم در کتاب اصول اقلیدس ارائه شده است.